# Oscenità e furore
Oscenità e furore (The Filth and the Fury), distribuito anche come Sex Pistols - Oscenità e furore, è un film documentario del 2000 diretto da Julien Temple, incentrato sul gruppo punk rock britannico dei Sex Pistols, su cui l'autore aveva già girato un falso documentario nel 1978 - distribuito però soltanto nel 1980 -, La grande truffa del rock'n'roll.

## Descrizione
A differenza del falso documentario del 1980, dove si narrava dell'ascesa e caduta del gruppo in maniera volutamente romanzata, attraverso perdipiù il solo punto di vista del loro agente e scopritore Malcolm McLaren, il documentario ne vuole invece ripercorrere la storia fedelmente adottando la prospettiva dei loro stessi componenti, mediante interviste, resoconti e materiale d'archivio vario.
Il titolo della pellicola è ripreso testualmente dal titolo di giornale con cui il tabloid inglese Daily Mirror riportò la scandalosa apparizione dei Sex Pistols al talk show Today condotto da Bill Grundy (durante cui il gruppo s'abbandonò, in fascia protetta e dietro incitamento dello stesso Grundy, ad imprecazioni e turpiloqui a ruota libera), ricalcato ironicamente sul titolo del romanzo di William Faulkner L'urlo e il furore (The Sound and the Fury), a sua volta una citazione d'un verso del Macbeth di William Shakespeare.
Temple mette in relazione la band con il contesto storico e sociale della Gran Bretagna degli anni settanta, offrendo ai membri sopravvissuti dei Pistols la possibilità di raccontare la loro storia, attraverso interviste, immagini di repertorio dell'epoca e spezzoni scartati da La grande truffa del rock'n'roll.

## Colonna sonora
La colonna sonora del documentario venne pubblicata nel 2002. Il doppio CD contiene brani dei Sex Pistols e musica da parte di altri artisti.

### Tracce
Gli interpreti delle canzoni sono i Sex Pistols, salvo dove indicato.
CD1
1. God Save the Queen – 3:19
2. Bay City Rollers – Shang-a-Lang – 3:02
3. The Who – Pictures of Lily – 2:42
4. Roxy Music – Virginia Plain – 2:56
5. Alice Cooper – School's Out – 3:27
6. Symarip – Skinhead Moonstomp – 2:59
7. Sailor – Glass of Champagne – 2:40
8. The Creation – Through My Eyes – 3:05
9. David Bowie – The Jean Genie – 4:05
10. Alice Cooper – I'm Eighteen – 2:54
11. Submission – 4:10
12. Don't Gimme No Lip Child – 3:27
13. What'cha Gonna Do About It – 1:53
14. Road Runner – 3:41
15. Substitute – 3:06
16. Seventeen – 2:01

CD2
1. Anarchy in the U.K. – 3:31
2. Pretty Vacant – 3:15
3. Did You No Wrong – 3:10
4. Liar – 2:40
5. EMI (Unlimited Edition) – 3:10
6. No Feelings – 2:50
7. I Wanna Be Me – 3:04
8. Problems – 4:10
9. Tapper Zukie – Way Over (In Dub) – 2:58
10. New York Dolls – Looking for a Kiss – 3:18
11. Holidays in the Sun – 3:20
12. Bodies – 3:02
13. No Fun – 6:21